# John Kline
John Paul Kline Jr., né le 6 septembre 1947 à Allentown (Pennsylvanie), est un homme politique américain, élu républicain du Minnesota à la Chambre des représentants des États-Unis de 2003 à 2017.

## Biographie
John Kline est originaire d'Allentown en Pennsylvanie. Diplômé de l'université Rice en 1969, il s'engage la même année dans la United States Marine Corps, où il sert jusqu'en 1994. Il obtient également un master d'administration publique de l'université Shippensburg de Pennsylvanie en 1988.
Il se présente en 1998 à la Chambre des représentants des États-Unis dans le 6e district du Minnesota. Il est battu par le démocrate Bill Luther (en) (46 % des voix contre 50 %). Il est à nouveau battu en 2000, rassemblant 48 % des suffrages contre 49,6 % pour Luther. Il est finalement élu en 2002 dans le 2e district, redécoupé avant les élections, où il remporte 53,3 % des voix face à Luther (42,2 %). De 2004 à 2014, il est réélu tous les deux ans avec plus de 54 % des suffrages. Il préside la commission de l'éducation de la Chambre du 112e au 114e congrès.
En septembre 2015, il annonce qu'il n'est pas candidat à un huitième mandat lors des élections de 2016,.